# Anthela ocellata
Anthela ocellata là một loài bướm đêm thuộc họ Anthelidae. Loài này được tìm thấy ở Úc, từ Bundaberg đến Hobart dọc theo bờ Đông.
Sải cánh dài k. 60 mm.
Ấu trùng ăn nhiều loại cỏ.

## Hình ảnh

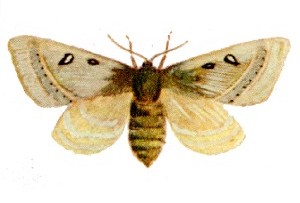
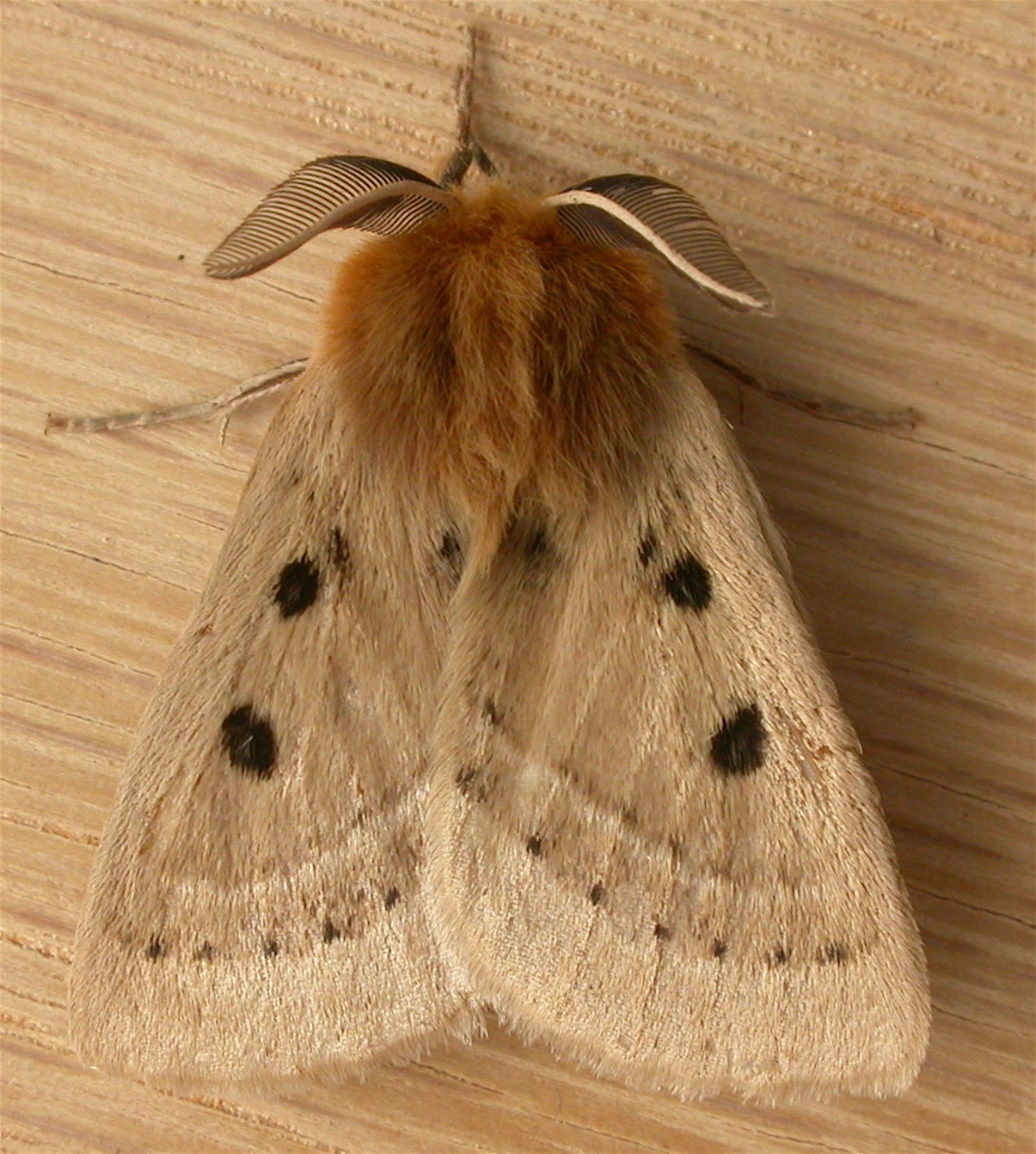